# Micarta

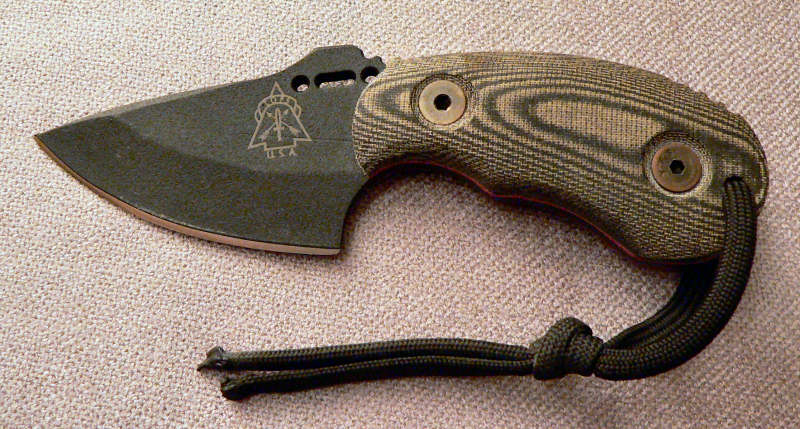
Voorbeeld van een 'skinner' (vilmes) met een Micarta handvat.

Micarta is een merknaam voor een vezelversterkte kunststof.
Het is een laminaat van plantaardig vezel (linnen of papier) doek gedrenkt in een thermohardende hars op epoxy basis. Onder hoge druk en temperatuur wordt het in allerlei vormen (platen, staven en buizen) geperst. Eenmaal uitgehard is het eenvoudig machinaal te bewerken.
Micarta is van oorsprong een merknaam van General Electric en had aanvankelijk vooral een elektrische en decoratieve toepassing.